# Hippocrate de Géla
Pour les articles homonymes, voir Hippocrate (homonymie).
Hippocrate de Géla, mort en 491 av. J.-C., est le deuxième tyran de Gela, succédant à son frère Cléandre entre 498 et 491.
Il est le premier bâtisseur d'empire en Sicile en s'élançant à la conquête des autres cités du sud de la Sicile sur lesquelles il place ses vassaux. Il forme une alliance avec Agrigente et conquiert Zancle, Camarina, Catane, Naxos et Leontini. En revanche il échoue sur la conquête de Syracuse. 
Le premier, il contacte alliances et mariages pour s'assurer l'aide d'autres cités, finance ses conquête par les pillages, use de mercenaires indigènes qui obtiennent des terres, il déplace les populations vaincues. 
Sa cité devient la plus puissante et florissante parmi les colonies grecques en Sicile. Hippocrate meurt dans une bataille contre les Sicules. Il avait désigné ses fils, Euclide et Cléandre, comme successeurs, mais ils furent détrônés par le chef de son armée, Gélon qui devient le nouveau tyran de Gela.